# Conservatoire à rayonnement départemental d'Épinal
 (décembre 2023).
Le Conservatoire à rayonnement départemental Gautier d’Épinal est une école de musique et de théâtre française située dans la ville d'Épinal, le département des Vosges et la région Grand Est.
Depuis 2008, l'appellation officielle du conservatoire d'Épinal est Conservatoire à Rayonnement Départemental Gautier d'Épinal (CRD).

## Historique
L'école municipale de musique d'Épinal est fondée en 1952. Comme pour beaucoup d'autres écoles de musique, elle a initialement pour but de former des musiciens compétents en nombre pour l'orchestre d'harmonie de la ville. Les années suivantes, d'autres classes d'instrument que celles nécessaires pour cette formation sont mises en place, par exemple le violon et le piano. 
L'établissement devient École Nationale de Musique en 1987 et Conservatoire à rayonnement départemental en 2006.
Depuis 1989, l'école occupe les bâtiments d'un ancien orphelinat, construit en 1852, qui était devenu à partir de 1970 un réfectoire pour les étudiants. Les locaux rénovés sont inaugurés le 14 octobre 1989 par Philippe Séguin, député-maire d'Épinal de l'époque.
Le 21 novembre 2008, le conservatoire est nommé officiellement, par le député-maire Michel Heinrich, d'après le trouvère Gautier d'Épinal.
Le département théâtre ouvre ses portes en 2013, et l'établissement, transféré à la Communauté d'agglomération d'Épinal, devient un équipement culturel communautaire.
En 2018, la direction et les enseignants du conservatoire participent à la création de l'Ensemble orchestral de la communauté d'agglomération d'Épinal.

## Présentation

### Implantations
Le conservatoire est installé au 22 rue Thiers de la ville d’Épinal. 
Depuis la rentrée 2014-2015, le département théâtre est installé dans l'annexe du conservatoire au 14 quai Jules Ferry de la ville d’Épinal dans d'anciens locaux de l'École du centre. 

### Formations
En 2019, un ensemble de 50 disciplines dans le domaine de la musique et du théâtre sont enseignées au conservatoire et dispensées à plus de 900 élèves.  
L'établissement accueille un dispositif de classes à horaires aménagés en lien avec l'école Maurice Ravel et le collège Jules Ferry de la ville, Classes chantantes avec l'école de la Loge Blanche, et Orchestre à l'école avec l'école élémentaire d'application Jean Macé. 
En musique, comme dans les conservatoires à rayonnement régional, l’enseignement dans chaque discipline mène au Diplôme d'études musicales (DEM) sur un ensemble de trois ans après plusieurs cycles de formation,.
En théâtre, l'enseignement comprend actuellement deux cycles d'enseignement initial d'environ 2 ans complétés par un cycle d'initiation et un atelier de pratique amateur.
Accueillant aussi bien les musiciens amateurs que les élèves ambitionnant de devenir professionnels, le conservatoire est en outre un lieu de diffusion, organisant ainsi des auditions de classes et des concerts gratuits de façon régulière.

## Personnalités liées au Conservatoire
- Gautier d'Épinal (vers 1205-1270), trouvère lorrain dont le conservatoire d'Épinal porte le nom[4].
- Gaston Litaize (1909-1991), organiste originaire des Vosges[12]. Un de ses orgues[13] fut acheté par le conservatoire et la salle d’orgue porte désormais son nom.
- French 79 (1979-), né Simon Henner, élève du Conservatoire.